# Paguate, Novi Meksiko
Paguate je popisom određeno mjesto u okrugu Ciboli u američkoj saveznoj državi Novom Meksiku. Prema popisu stanovništva SAD 2010. u ovdje je živjelo 421 stanovnik. 

## Zemljopis
Nalazi se na 35°8′14″N 107°22′15″W / 35.13722°N 107.37083°W (35.137298, -107.370921). Prema Uredu SAD-a za popis stanovništva, zauzima 19,19 km2 površine, od čega 19,15 suhozemne.

## Stanovništvo
Prema podatcima popisa 2010. ovdje je bio 421 stanovnik, 145 kućanstava od čega 103 obiteljska, a stanovništvo po rasi bili su 1,7% bijelci, 0,0% "crnci ili afroamerikanci", 96,0% "američki Indijanci i aljaskanski domorodci", 0,2% Azijci, 0,0% "domorodački Havajci i ostali tihooceanski otočani", 0,2% ostalih rasa, 1,9% dviju ili više rasa. Hispanoamerikanaca i Latinoamerikanaca svih rasa bilo je 3,6%.